# Сыродский сельсовет
Сыродский сельсовет — административная единица на территории Калинковичского района Гомельской области Республики Беларусь. Административный центр — агрогородок Сырод.

## Состав
Сыродский сельсовет включает 4 населённых пункта:
- Гулевичи — деревня.
- Ладыжин — деревня.
- Пеница — деревня.
- Сырод — агрогородок.